# Tiền lương (Quân đội nhân dân Việt Nam)
Tiền lương trong Quân đội nhân dân Việt Nam là số tiền thù lao mà Chính phủ Việt Nam, Bộ Quốc phòng Việt Nam chi trả cho sĩ quan, hạ sĩ quan binh sĩ, quân nhân chuyên nghiệp, công nhân viên chức quốc phòng đang học tập và làm việc trong Quân đội.

## Lịch sử
Ngày 13 tháng 6 năm 1958, Thủ tướng Chính phủ ban hành Nghị định quy định chế độ tiền lương đối với cán bộ trong Quân đội (ở đây là sĩ quan) có quy định cụ thể hưởng lương theo từng chức vụ mà sĩ quan đảm nhiệm từ chức vụ Trung đội trưởng đến Tổng tham mưu trưởng.
Ngày 18 tháng 9 năm 1985, Hội đồng Bộ trưởng ban hành Nghị định số 235/HĐBT về cải tiển chế độ tiền lương của công nhân, viên chức và các lực lượng vũ trang.
Ngày 23 tháng 5 năm 1993, Chính phủ ban hành Nghị định số 25–CP về quy định chế độ tiền lương mới của công chức, viên chức hành chính, sự nghiệp và lực lượng vũ trang.
Ngày 14 tháng 12 năm 2004, Chính phủ Việt Nam cải cách chế độ tiền lương đối với cán bộ, công chức, viên chức và lực lượng vũ trang nhân dân. Theo đó, cơ chế tiền lương trong Quân đội nhân dân Việt Nam được quy định và cụ thể hóa tại hai bảng lương chính là Bảng tiền lương của sĩ quan và quân nhân chuyên nghiệp. Đối với sĩ quan, hưởng lương theo cấp bậc quân hàm và phụ cấp chức vụ lãnh đạo đảm nhiệm. Đối với Quân nhân chuyên nghiệp, hưởng lương theo thang bảng lương 12 bậc, phân ra theo ba loại (cao cấp, trung cấp, sơ cấp). Đối với Hạ sĩ quan–Binh sĩ thì là hưởng phụ cấp. Đối với công nhân viên chức quốc phòng là hưởng lương theo bảng lương công chức, viên chức Nhà nước.

## Tiền lương Sĩ quan

### Năm 1958
Ngày 13 tháng 6 năm 1958, Thủ tướng Chính phủ Ban hành Nghị định 299–TTg quy định chế độ tiền lương của Quân đội nhân dân Việt Nam áp dụng đối với cán bộ từ Trung đội trưởng trở lên như sau: Theo đó, sĩ quan hưởng lương theo chức vụ.

### Năm 2004
Theo Nghị định 204/2004/NĐ–CP ngày 14 tháng 12 năm 2004 về chế độ tiền lương đối với cán bộ, công chức, viên chức và lực lượng vũ trang nhân dân thì bảng lương của sĩ quan trong Quân đội nhân dân Việt Nam quy định như bảng dưới.
Ngày 19 tháng 2 năm 2013, Chính phủ ban hành Nghị định số 17/2013/NĐ–CP về việc sửa đổi bổ sung một số điều của Nghị định 204/2004/NĐ–CP. Trong đó có quy định sửa đổi thời hạn nâng lương lần 1 của sĩ quan cấp tướng và hệ số nâng lương của sĩ quan cấp tướng.
| STT | Cấp bậc 87   | Hệ số lương | Nâng lương lần 1 | Nâng lương lần 2 | Ghi chú |
| --- | ------------ | ----------- | ---------------- | ---------------- | ------- |
| 1   | Đại tướng    | 10.40       | 11.00            |                  |         |
| 2   | Thượng tướng | 9.80        | 10.40            |                  |         |
| 3   | Trung tướng  | 9.20        | 9.80             |                  |         |
| 4   | Thiếu tướng  | 8.60        | 9.20             |                  |         |
| 5   | Đại tá       | 8.00        | 8.40             | 8.60             |         |
| 6   | Thượng tá    | 7.30        | 7.70             | 8.10             |         |
| 7   | Trung tá     | 6.60        | 7.00             | 7.40             |         |
| 8   | Thiếu tá     | 6.00        | 6.40             | 6.80             |         |
| 9   | Đại úy       | 5.40        | 5.80             | 6.20             |         |
| 10  | Thượng úy    | 5.00        | 5.35             | 5.70             |         |
| 11  | Trung úy     | 4.60        |                  |                  |         |
| 12  | Thiếu úy     | 4.20        |                  |                  |         |

Phụ cấp chức vụ lãnh đạo của sĩ quan trong Quân đội nhân dân Việt Nam được quy định cụ thể như sau:

### Năm 2015
Ngày 27 tháng 11 năm 2014, Quốc hội thông qua Luật sửa đổi, bổ sung một số điều của Luật sĩ quan quân đội nhân dân Việt Nam năm 2014 và thống nhất quy định về chế độ tiền lương đối với sĩ quan là hưởng lương được tính theo chức vụ, chức danh đảm nhiệm, cấp bậc quân hàm, phụ cấp thâm niên và các khoản phụ cấp khác tùy theo đặc thù của từng ngành nghề (thay vì hưởng lương theo quân hàm, phụ cấp chức vụ).

### Dự thảo Bảng lương Sĩ quan sau cải cách
Ban Chấp hành Trung ương Đảng Cộng sản Việt Nam đã ban hành Nghị quyết 27-NQ/TW vào ngày 21 tháng 5 năm 2018 về cải cách chính sách tiền lương đối với cán bộ, công chức, viên chức, lực lượng vũ trang và người lao động trong doanh nghiệp. Theo đó, trong lực lượng vũ trang sẽ có 03 bảng lươngː Bảng lương sĩ quan quân đội, sĩ quan, hạ sĩ quan nghiệp vụ công an; Bảng lương quân nhân chuyên nghiệp, chuyên môn kỹ thuật công an; Bảng lương công nhân quốc phòng, công nhân công an.

## Tiền lương Quân nhân chuyên nghiệp

### Năm 2004
Theo Nghị định 204/2004/NĐ–CP ngày 14 tháng 12 năm 2004 về chế độ tiền lương đối với cán bộ, công chức, viên chức và lực lượng vũ trang nhân dân thì bảng lương của Quân nhân chuyên nghiệp trong Quân đội nhân dân Việt Nam quy định như sau.

### Năm 2017
Năm 2010, Bộ Quốc phòng ban hành thông tư 07/2010/TT–BQP ngày 27/1/2010 quy định xếp loại, nhóm đối với Quân nhân chuyên nghiệp và xếp nhóm đối với công nhân viên chức quốc phòng trong Quân đội nhân dân Việt Nam. Theo đó, Quân nhân chuyên nghiệp có ba loại: Cao cấp có 2 nhóm, Trung cấp có 1 nhóm, Sơ cấp có 1 nhóm. Theo đó bảng lương của Quân nhân chuyên nghiệp cũng theo nhóm cao nhất của Trung cấp và Sơ cấp là nhóm 1.

### Dự thảo bảng lương QNCN sau cải cách tiền lương
Ban Chấp hành Trung ương Đảng Cộng sản Việt Nam đã ban hành Nghị quyết 27-NQ/TW vào ngày 21 tháng 5 năm 2018 về cải cách chính sách tiền lương đối với cán bộ, công chức, viên chức, lực lượng vũ trang và người lao động trong doanh nghiệp. Theo đó, trong lực lượng vũ trang sẽ có 03 bảng lươngː Bảng lương sĩ quan quân đội, sĩ quan, hạ sĩ quan nghiệp vụ công an; Bảng lương quân nhân chuyên nghiệp, chuyên môn kỹ thuật công an; Bảng lương công nhân quốc phòng, công nhân công an.

## Tiền lương Hạ sĩ quan–Binh sĩ
Đối với Hạ sĩ quan–Binh sĩ không có quy định về tiền lương, mà chỉ có quy định về hưởng phụ cấp quân hàm.

### Năm 2004
Theo Nghị định 204/2004/NĐ–CP ngày 14 tháng 12 năm 2004 về chế độ tiền lương đối với cán bộ, công chức, viên chức và lực lượng vũ trang nhân dân thì hệ số phụ cấp của hạ sĩ quan–Binh sĩ trong Quân đội nhân dân Việt Nam quy định như sau:
- Thượng sĩ là 0.70
- Trung sĩ là 0.60
- Hạ sĩ là 0.50
- Binh nhất là 0.45
- Binh nhì là 0.40

## Tiền lương công nhân viên chức quốc phòng
Đối với công nhân viên chức quốc phòng là hưởng lương theo bảng lương công chức, viên chức Nhà nước.